# Point of Ardnamurchan
Point of Ardnamurchan är en udde i Storbritannien.   Den ligger i kommunen Highland och riksdelen Skottland, i den nordvästra delen av landet, 700 km nordväst om huvudstaden London.
Terrängen inåt land är varierad. Havet är nära Point of Ardnamurchan åt nordväst. Runt Point of Ardnamurchan är det mycket glesbefolkat, med 2 invånare per kvadratkilometer. Närmaste större samhälle är Tobermory, 15,2 km sydost om Point of Ardnamurchan. 